# Zabian Dowdell
Zabian Rashaad Dowdell (nacido el 10 de septiembre de 1984 en Pahokee, Florida) es un exjugador de baloncesto estadounidense que disputó 13 temporadas como profesional. Mide 1,91 metros, y jugaba en la posición de base.

## Trayectoria deportiva
Dowdell se formó en la universidad de Virginia Tech. Dowdell firmó con los Tulsa 66ers de la NBADL y tras una gran temporada llegaría a España para jugar en las filas del Unicaja de Málaga. Se le recordará en Málaga por su canasta ganadora en la Fonteta, que resultó clave para que Unicaja superase a Power Electronics Valencia en el cruce de cuartos de final del playoff por el título de la ACB en 2010. 
En verano de 2010 realizó la pretemporada con el equipo de Arizona, pero fue cortado una semana antes del inicio de la temporada regular. Anteriormente, ya había jugado con los Suns en la Liga de Verano de Las Vegas tanto este año como el anterior.
Tras quedarse sin sitio en Phoenix, Dowdell firmó con los Tulsa 66ers de la NBADL, el mismo equipo con el que jugó el año pasado esa misma competición antes de recalar en el Unicaja mediada la temporada pasada. Los malagueños decidieron en junio no hacer efectiva la opción que tenían para renovar al jugador.
Dowdell es un auténtico trotamundos del basket profesional. En EE. UU. cuenta con breves pasos por la NBA, partidos en la NBDL, mientras que en el Viejo Continente ha jugado ya en Francia (Nancy), España (Unicaja) e Italia (Fastweb Casale).
En febrero de 2012 el Gran Canaria 2014 firma al jugador para cubrir la baja en la plantilla del base Taurean Green, aunque con la intención de que ocupe sobre todo la demarcación de escolta hasta el final de la temporada 2011/12.

## Estadísticas de su carrera en la NBA

### Temporada regular
| Año     | Equipo  | PJ | PT | MPP  | %TC  | %3P  | %TL  | RPP | APP | ROB | TPP | PPP |
| ------- | ------- | -- | -- | ---- | ---- | ---- | ---- | --- | --- | --- | --- | --- |
| 2010-11 | Phoenix | 24 | 0  | 12.2 | .408 | .300 | .941 | .8  | 2.1 | .8  | .1  | 5.0 |
| Total   |         | 24 | 0  | 12.2 | .408 | .300 | .941 | .8  | 2.1 | .8  | .1  | 5.0 |